# Afrosoma
Afrosoma là một chi bọ cánh cứng trong họ Chrysomelidae.
Chi này được Wilcox miêu tả khoa học năm 1973.

## Các loài
Chi này gồm các loài:
- Afrosoma suturale (Allard, 1889)